# ولودیمیر یانیف
ولودیمیر یانیف (انگلیسی: Volodymyr Yaniv; ۲۱ نوامبر ۱۹۰۸ – ۱۹ نوامبر ۱۹۹۱) تاریخ‌نگار، سیاستمدار، و شاعر بود.